# かんぽの宿

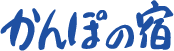
かんぽの宿のロゴ

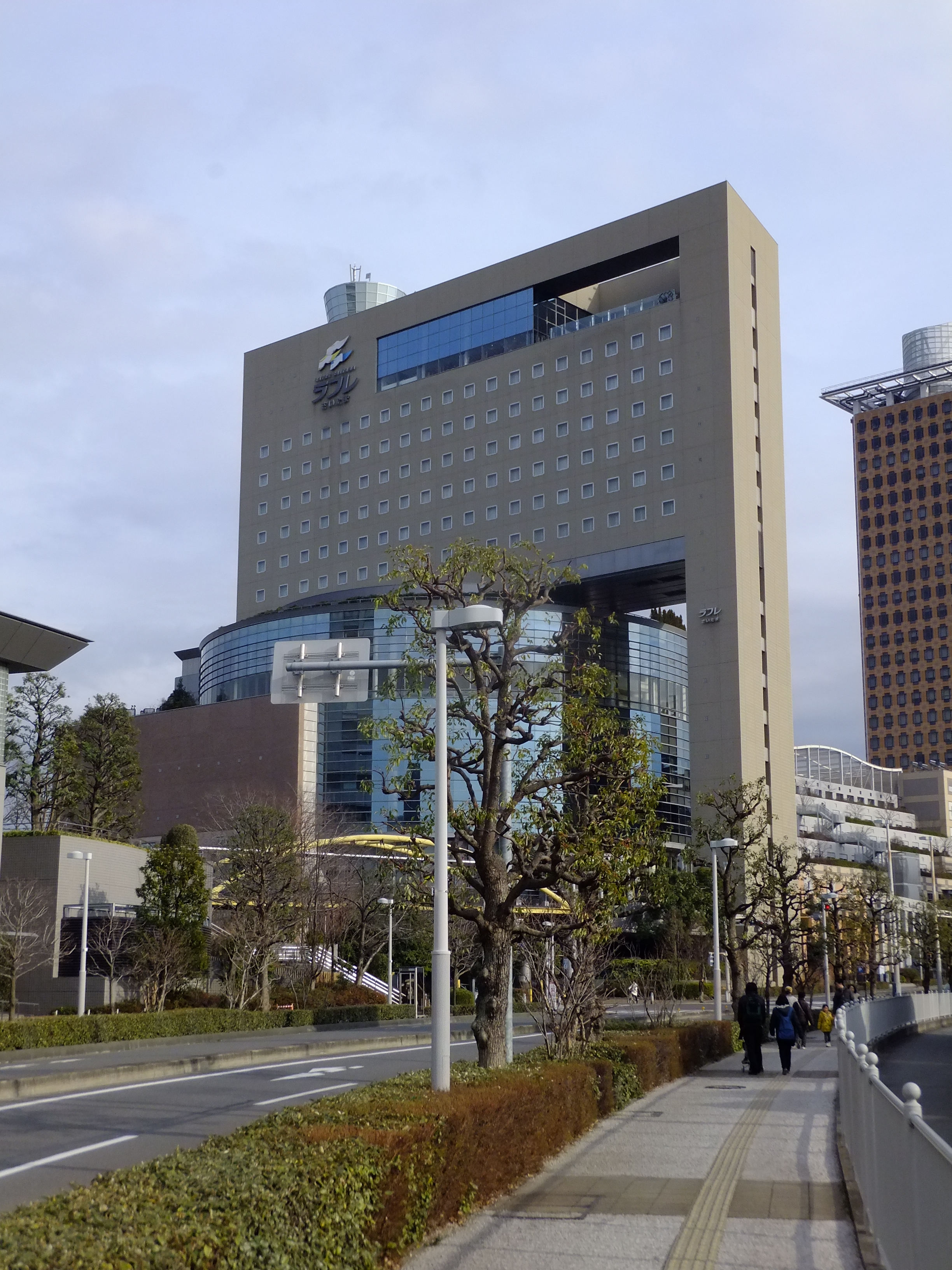
ラフレさいたま（総合健康増進センター）

かんぽの宿（かんぽのやど）は、かつて日本郵政株式会社が運営していた宿泊施設。
2007年の郵政民営化時点で全国に71箇所の施設が運営されていたが、不採算施設の閉鎖や譲渡が行われ段階的に規模を縮小し、残っていた施設も2022年にそのほとんどが売却され、唯一残された「かんぽの宿恵那」（岐阜県恵那市）が翌2023年1月30日の宿泊をもって営業を終了したため、これをもって全て消滅した。

## 概要
郵政民営化（2007年10月1日）以前は、簡易生命保険法第101条に基づき設置された、簡易保険加入者のみを対象としたものであった。また、そのために宿泊施設として利用が可能な保養施設・老人福祉施設という「福祉施設」の位置付けであった。
郵政民営化に際し、同趣旨で設置されたゆうぽうと（旧・東京簡易保険会館）と共にかんぽ生命保険ではなく、正式に日本郵政株式会社が運営する宿泊施設となり、他の旅館・ホテルと同様の扱いとなった。メルパルクとともに旅館業法に基づき、都道府県知事の許可を受けた上で運営しており、簡易保険（かんぽ生命保険）の加入の如何を問わず利用可能となった。もともと「かんぽの宿」とは郵政民営化以前は愛称であり、正式には「○○保養センター」や「○○加入者ホーム」が正式名称であったが、民営化時に「かんぽの宿○○」が正式名称になった。
民営化後の2009年に一括売却が予定されたが、これは取りやめとなり日本郵政が営業を継続（後述）。徐々に施設数を減らしていき、約10年後の2019年の5月には残った53施設のうち特に不採算となっていた11施設の営業を終了すると発表、その後も閉鎖や譲渡が順次進められた。
2021年10月時点で営業中の33施設のうち32施設を民間企業に88億円で売却し、残り1施設は立地自治体と売却交渉が進んでおり、全てが日本郵政から離れることになると報道された。郵政民営化から2020年までの累積赤字は650億円となっていた。なお「かんぽの宿」の名称を使用するかについては売却先と交渉中とされている。
2021年10月1日、かんぽの宿の29施設をマイステイズ・ホテル・マネジメントに売却すると発表された。
2022年12月20日、かんぽの宿として唯一営業していた「かんぽの宿恵那」が2023年1月30日の宿泊をもって営業を終了することが発表。営業終了後はいったん恵那市に売却後、同市から地元企業12社が出資して2022年11月に設立された新会社「恵那峡リンクス」に売却された。（詳細は後述）
これにより、日本郵政直営の宿泊施設としては全て消滅することとなった。
日本郵政は全国に145か所あったかんぽの宿の歴史をまとめた『かんぽの宿 68年のあゆみ』を刊行した。1955年に静岡県熱海市に「簡易保険郵便年金加入者ホーム」が設置されてから、2023年に「かんぽの宿恵那」が営業を終了するまでの歴史を公式ウェブサイトで公開している。

## 利用方法
郵政民営化前は通常の宿泊施設とは異なり、簡易保険の加入者（契約者、被保険者、受取人）の利用が優先された。簡易保険加入者として宿泊する時には、簡易保険加入者であることの証明（かんぽの宿メンバーズカード、簡易保険の保険証書のコピーなど）が必要だった。簡易保険非加入者でも申し込み可能だったが、利用時には加算料金（一人一泊あたり2,100円）が上乗せされた。郵政省・郵政事業庁時代は郵便局で予約をすることも可能だった。
郵政民営化後は通常のホテルとなったため、施設への直接予約のほか一部旅行会社からの予約も可能となり、簡易保険の加入の証明などは不要になった。宿泊料金は従来の加入者料金の水準を維持していた。

## 施設の種類
「かんぽの宿」は簡易保険加入者ホームまたは簡易保険保養センターに区分されていた宿泊施設の愛称である。
簡易保険保養センター
温泉などのほか、会議室やスポーツ施設（テニスコート・ゲートボール場など）を備えるところも多かった。
簡易保険加入者ホーム
施設内容は保養センターとほぼ同じ。なお、千葉県浦安市に介護機能付き終身利用型簡易保険加入者ホーム（カーサ・デ・かんぽ）があったが、これは老人ホームと同様の施設であり、宿泊施設としての利用はできなかった。
なお、「かんぽの宿」以外の簡易保険制度で開設されていた宿泊施設に以下のものがある。
簡易保険レクリエーションセンター（かんぽの郷）
2006年度（平成18年度）時点で5箇所。2007年（平成19年）10月に那覇簡易保険レクセンターの区分が「かんぽの宿」に変更になった。また、2011年（平成23年）12月に「かんぽの郷酒田」が「かんぽの宿酒田」に名称を変更した。
簡易保険総合健康増進センター「ラフレさいたま」
該当施設は、さいたま新都心の南街区（通称「郵政街区」）に所在する「ラフレさいたま」のみ。ホテルに健康増進を目的とした運動施設（セントラルスポーツ運営のスポーツクラブ）・温泉（旧浦和市内初）が併設されている。郵政民営化以前は内科医による生活習慣病予防の検診コースが設けられていた。
郵政民営化後はゆうぽうと・世田谷レクセンターと同じカテゴリーにある。
2021年7月30日、日本郵政は「ラフレさいたま」を30日付で「Plan・Do・See」（東京）に売却したと発表した。売却額は非公表。ラフレは300億円を投じて2000年に開業。2009年の一括売却問題（後述）の当時は、評価額16億円での売却検討であったとされ、安すぎると批判され、売却を撤回していた。
簡易保険会館
簡易保険会館およびゆうぽうとを参照。
簡易保険総合健診センター
2006年度（平成18年度）時点で6箇所。2007年（平成19年）8月廃止。
郵便貯金会館、郵便貯金地域文化活動支援施設
2006年度（平成18年度）時点で郵便貯金会館10箇所、郵便貯金地域文化活動支援施設1箇所。メルパルクを参照。

## 施設売却問題

### 2009年の一括売却検討
かんぽの宿事業は黒字施設が11施設のみで、財務会計上は事業全体で毎年年間40億の赤字を計上している（これについては、旧日本郵政公社常務理事の稲村公望が週刊誌上で語ったところによると、赤字の増大は日本郵政公社時代から会計基準を見直した時期に減価償却期間を60年から25年に短縮したことによる帳簿上の数字だけのものであると主張している）ことから、2012年9月までの期間は業務として廃止・売却を行うことが日本郵政株式会社法において義務付けられている（期間内の全施設の廃止・売却は義務付けられていない）。
そのため日本郵政は2008年12月26日、2009年4月にかんぽの宿全施設を一括で（首都圏の社宅9件を含む。日本郵政算出の純資産総額：約93億円）、オリックス不動産に約109億円で売却することを発表した。
しかし一括売却先が郵政民営化を検討した当時の総合規制改革会議議長だった宮内義彦が最高経営責任者（CEO）を務めるオリックスグループの企業であったことから、鳩山邦夫総務大臣が「オリックスは立派な会社だが、譲渡に国民が納得するか。出来レースと受け取られかねない。率直にまずいと思う」と、売却の前提となる「日本郵政の会社分割」についての総務大臣認可に極めて慎重な姿勢を示した。
鳩山総務大臣が日本郵政に提出を求めた入札に関する資料を総務省が調査した結果、日本郵政が一括入札とした手続きについて、以下の反対理由を述べた。
- そもそも売却についていわゆる「バルクセール」（一括売却）の手法を使ったことの妥当性。前述のとおり個別施設については黒字の施設もあった点も指摘されている。破産管財人として多くの資産売却を経験した弁護士の永沢徹は、バルクセールを「（資産処分の方法としては）最後に行なうべき手段」と語り、今回のケースについて「（日本郵政に）『1円でも高く売る』という信念が感じられない」と批判している[15]。また、稲村公望は週刊誌記事[11]で今回の事案について、赤字で世論を煽ってから減損会計を導入して資産価値を低く見積もって一括譲渡したものとして、開拓使官有物払下げ事件との類似性を指摘している。
- 事業継続性に対する評価が適切になされていたかに対する疑問。鳩山総務大臣は、最終入札の競争相手だったホテル運営会社のホテルマネージメントインターナショナルの方が「事業継続や雇用の面で良い条件を出していた」と主張する[16]一方で、日本郵政とオリックス不動産との譲渡契約の中に「2年間は日本郵政の承諾なく、かんぽの宿を第三者に譲渡できない」とする譲渡条件に「合理的な根拠に基づく場合はこの限りではない」との但し書き条項が含まれていた点を指摘している。旧日本郵政公社時代の2007年に「かんぽの宿 鳥取岩井」（鳥取県岩美町）を、東京の不動産会社が旧郵政公社から1万円で一括で買い上げ、直後に6千万円で鳥取市内の医療法人が同町内に設立した社会福祉法人に転売されていた事例もあったことも問題視された。
- 売却手続きにあたって、財務アドバイザーに起用したメリルリンチ日本証券との間で、成功報酬として売却額の1.4%（最低6億円）を支払う契約を結んでいたこと。売却額の如何によらず多額の成功報酬が支払われる契約となっていた（すなわちメリルリンチ側にとっては無理に高い金額で売却する必要がない）ことや、メリルリンチ日本証券がオリックス（オリックス不動産の親会社）・みずほフィナンシャルグループと共同で投資ファンド子会社「ベーシック・キャピタル・マネジメント」を設立している（すなわちメリルリンチとオリックスが既にビジネスパートナーの関係にある）事を問題視する意見もある。
- 入札の最終応札を締め切った後に、日本郵政側が応札者に対し、一括入札の対象から「ゆうぽうと世田谷レクセンター」（東京都世田谷区）を外した条件での金額の再提示を求めており、この条件に応じたのがオリックス不動産のみであったこと[17]、加えて、その際のオリックス不動産の提示額が当初条件より不利になったにもかかわらず金額が上昇していること[18]で、事実上の随意契約状態になっていたこと。
- 日本郵政が簿価を約123億円、純資産額を約93億円としている一方で、固定資産税評価額は約857億円に上り、簿価の約7倍に上るという批判がある。しかし、この批判は当たらない。会計上の簿価は収益性を見積もって減損をすべきとされている（国際会計基準も同様）のに対し、固定資産税評価額の場合は収益性を見積もって減損する規定は無い（これを認めると、長期赤字会社の所有する日本中の固定資産税評価は、全てタダ同然になってしまう）。不動産鑑定士らで組織する日本不動産鑑定協会（2012年4月1日付で日本不動産鑑定士協会連合会に移行）の「簿価と評価額の差はケース・バイ・ケース」とはこのことを指している。

以上の経緯もあり、元々オリックス不動産に有利な取り計らいがなされていたのではないかとの疑念が生じており、日本郵政の西川善文社長はかんぽの宿のオリックス不動産への一括売却断念を表明した。これを受け、鳩山総務大臣が資産の譲渡期限の見直しや地元への施設ごとの売却を視野に入れて再検討を行うことを表明するなど、その後の売却手続きには紆余曲折が見られた。
2009年5月29日、日本郵政が設置した「不動産売却等に関する第三者検討委員会」はこの問題についての報告書を提出し、「費用性よりも市場性や収益性に重きを置いて鑑定評価額が評定されており妥当」「譲渡価格はオリックス不動産の評価額が最高額であり、これが市場評価」と結論づけた。
2009年当時の報道においては鳩山総務相（当時）の見解を支持する論調も一定数見られたが、郵政民営化を推進した竹中平蔵は「経営判断に対する不当な政治介入」と批判した。また2016年には、ニューホライズンキャピタル代表の安東泰志も会計検査院の経営状況報告を受けた日刊工業新聞社への寄稿で「オリックスからの、年間50億円とも言われる赤字事業だったかんぽの宿を、雇用維持の条件を満たしつつ100億円を超える価格で買うとの破格の申し出を、政治的思惑で潰した代償は大きい」と批判している。
2011年3月には、民主党が西川らを特別背任未遂で告発、これを受け東京地検特捜部は「売却条件に最も近い条件を提示したのがオリックス不動産で任務に反したとはいえない」として、嫌疑なし（不起訴）の判断を下した。

### 施設の最終売却
2013年に日本郵政社長に就任した西室泰三は「かんぽの宿」売却手続きを再開。施設の個別売却（譲渡）を進めた上で、2019年には保有する53施設のなかでとりわけ採算が悪く、存続が困難と判断した11施設の営業終了を決定した。
残る施設についても閉鎖と売却を進め、最終的に2022年4月に32施設をフォートレス・インベストメント・グループ傘下のホテル運営子会社や、菓子製造のシャトレーゼホールディングスに分割し、総額88億円で売却することを決定した。総額こそ2009年当時の予定額（70施設で109億円）を下回ってはいるものの、不採算施設の閉鎖やそれまでの個別売却の成果もあり、施設あたりの売却額では当時よりも高額で売却されたことになる。

## 譲渡施設

### 亀の井ホテル
かんぽの宿のうち、30施設はマイステイズ・ホテル・マネジメントに2022年4月5日付で譲渡され、当面は「かんぽの宿」として名称を継続するとされた。その後、30施設は2022年7月1日に「亀の井ホテル KAMENOI HOTEL」ブランドに施設名称が変更された。

#### 東北
- かんぽの宿一関（旧：一関保養センター）→ 亀の井ホテル 一関

#### 関東

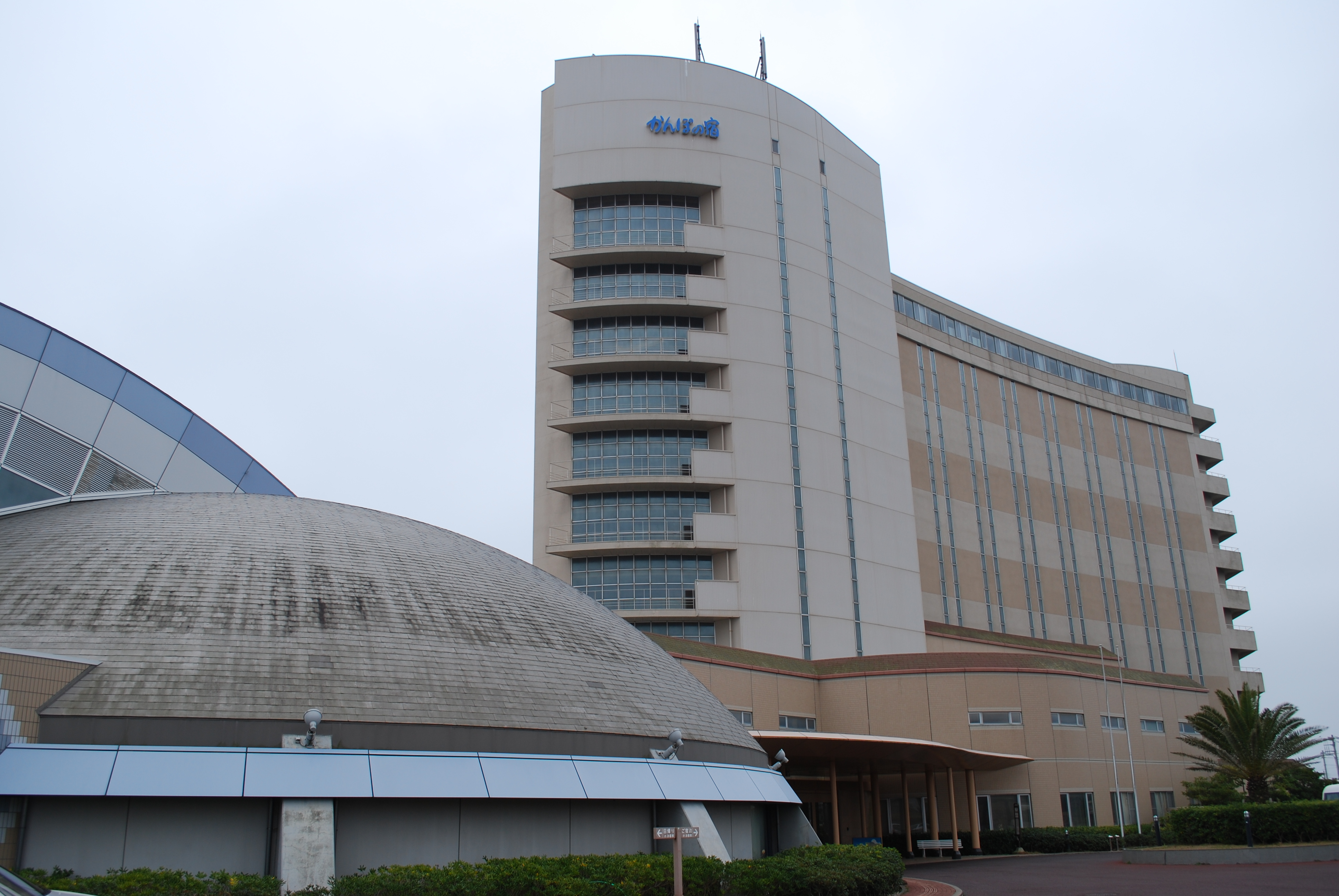
かんぽの宿旭（九十九里浜に面している）

- かんぽの宿大洗（旧：大洗保養センター）→ 亀の井ホテル 大洗
- かんぽの宿潮来（旧：潮来保養センター）→ 亀の井ホテル 潮来
- かんぽの宿塩原（旧：塩原保養センター）→ 亀の井ホテル 塩原
- かんぽの宿栃木喜連川温泉（旧：栃木喜連川温泉保養センター）→ 亀の井ホテル 喜連川
- かんぽの宿寄居（旧：寄居保養センター）→ 亀の井ホテル 長瀞寄居
- かんぽの宿青梅（旧：青梅保養センター）→ 亀の井ホテル 青梅
- かんぽの宿鴨川（旧：鴨川加入者ホーム）→ 亀の井ホテル 鴨川
- かんぽの宿旭（旧：旭保養センター）→ 亀の井ホテル 九十九里

#### 中部
- かんぽの宿福井（旧：福井保養センター）→ 亀の井ホテル 福井
- かんぽの宿熱海本館（旧：熱海本館加入者ホーム）→ 亀の井ホテル 熱海
- かんぽの宿熱海別館（旧：熱海別館加入者ホーム）→ 亀の井ホテル 熱海別館
- JPリゾート 伊豆高原（旧：かんぽの宿伊豆高原、伊豆高原保養センター。かんぽホテルという愛称で呼ばれていた）→ 亀の井ホテル 伊豆高原
- かんぽの宿焼津（旧：焼津保養センター）→ 亀の井ホテル 焼津
- かんぽの宿知多美浜（旧：知多美浜保養センター）→ 亀の井ホテル 知多美浜
- かんぽの宿鳥羽（旧：鳥羽保養センター）→ 亀の井ホテル 鳥羽

#### 近畿
- かんぽの宿彦根（旧：彦根保養センター）→ 亀の井ホテル 彦根
- かんぽの宿富田林（旧：富田林保養センター）→ 亀の井ホテル 富田林
- かんぽの宿有馬（旧：有馬保養センター）→ 亀の井ホテル 有馬
- かんぽの宿赤穂（旧：赤穂保養センター）→ 亀の井ホテル 赤穂
- かんぽの宿淡路島（旧：淡路島保養センター）→ 亀の井ホテル 淡路島
- かんぽの宿大和平群（旧：大和平群加入者ホーム）→ 亀の井ホテル 大和平群
- かんぽの宿奈良（旧：奈良保養センター）→ 亀の井ホテル 奈良
- かんぽの宿紀伊田辺（旧：紀伊田辺保養センター）→ 亀の井ホテル 紀伊田辺

#### 中国・四国
- かんぽの宿光（旧：光保養センター）→ 亀の井ホテル せとうち光
- かんぽの宿観音寺（旧：観音寺加入者ホーム）→ 亀の井ホテル 観音寺
- かんぽの宿伊野（旧：伊野保養センター）→ 亀の井ホテル 高知

#### 九州
- かんぽの宿北九州（旧：北九州保養センター）→ 亀の井ホテル 玄界灘
- かんぽの宿柳川（旧：柳川保養センター）→ 亀の井ホテル 柳川
- かんぽの宿阿蘇（旧：阿蘇保養センター）→ 亀の井ホテル 阿蘇

### その他の施設
以下の施設はマイステイズ・ホテル・マネジメント以外に譲渡された。
- かんぽの宿いわき（旧：いわき保養センター）→ いわき藤間温泉ホテル 浬（ノザワワールドへ譲渡）
  - 2022年4月1日に事業譲渡され「いわき藤間温泉ホテル浬（かいり）」となった[26]。
- かんぽの宿石和（旧：石和保養センター）→ シャトレーゼホテル石和（シャトレーゼリゾート八ヶ岳へ譲渡）
  - 2022年4月1日に事業譲渡され「シャトレーゼホテル石和」となった[26]。
- かんぽの宿日田（旧：日田保養センター）→ 日田天領水の宿（日田天領水へ譲渡）
  - 2022年4月1日に事業譲渡され「日田天領水の宿」となった[26]。なお、2025年2月1日より日田天領水より新日本ホテルズへ売却され、現在は「はなの樹 RIVER TERRACE」となっている。
- かんぽの宿恵那（旧：恵那保養センター）→恵那峡温泉ホテル　ゆずり葉（恵那峡リンクスへ譲渡）
  - 2023年1月末で営業終了[28]。日本郵政は各地のかんぽの宿の民間への売却を進めていたが、かんぽの宿恵那は恵那市が市有地を寄贈して開設された経緯があったため民間への売却に恵那市は難色を示していた[28]。そこで恵那市にいったん売却することで市と日本郵政は合意[28][29]。恵那市の取得後、バローホールディングスをはじめとする地元企業12社が出資して2022年11月に設立された新会社「恵那峡リンクス」に売却され、「恵那峡温泉ホテル　ゆずり葉」として4月中旬にリニューアルオープンすることになった。なお運営は東京都の旅館コンサルティング会社「女将塾」が担う[28]。

## 廃止施設
郵政民営化に先立ち、一部において統廃合が行われた。
- 網走保養センター（2004年2月29日で閉鎖。現在は隣接する旧他社ホテルとともに、「あばしり湖　鶴雅リゾート」の施設になっている）
- 洞爺保養センター（2004年3月末で閉鎖）
- 碇ヶ関保養センター（2004年3月末で閉鎖）
- 越中庄川峡保養センター（2004年3月末で閉鎖）
- 伊予肱川保養センター（2004年3月末で閉鎖）
- 土佐中村保養センター（2004年3月末で閉鎖）
- 男鹿保養センター（2004年3月末で閉鎖。2006年4月に「鵜ノ崎温泉 お宿楽一」としてオープンしたが、2008年6月に閉館）
- 日向保養センター（2004年3月末で閉鎖。2005年7月に老人ホームの形で「介護付有料老人ホーム　ひむかの郷」としてオープン）
- 大沼保養センター（2005年3月末で閉鎖[30]）
- 十和田保養センター（2005年3月末で閉鎖。「奥入瀬 森のホテル」として営業）
- 層雲峡保養センター（2006年3月末で閉鎖。(株)クラフトが買収したが、開発を断念し売却、転売のうちに建物が増資水増し事件に巻き込まれている[31]）
- 白石加入者ホーム（2006年3月末で閉鎖。2007年4月から「白石市薬師の湯ひまわりセンター」としてオープン）
- 盛岡保養センター（2006年3月末で閉鎖。2007年10月から医療法人友愛会が「ゆうあいの里」として有料老人ホーム・通所リハビリステーション・デイサービス拠点等に転用）
- 米沢保養センター（2006年3月末で閉鎖。層雲峡保養センターとともに増資水増し事件に巻き込まれている）
- 佐渡保養センター（2006年3月末で閉鎖。(株)クラフトが買収）
- 妙高高原保養センター（2006年3月末で閉鎖。(株)クラフトが買収。その後、千葉県でリゾート施設「太陽の里」を営む（株）デーベロップヤリタが2009年4月に「高原の宿 妙高の森」としてオープン、2015年営業終了）
- 安芸能美保養センター（2006年3月末で閉鎖）
- 阿波池田保養センター（2006年3月末で閉鎖。12月から「大歩危祖谷阿波温泉 あわの抄」としてオープン）
- 山中湖保養センター（2007年2月末で休止・3月末で閉鎖）
- 鹿教湯保養センター（2007年2月末で休止・3月末で閉鎖。(株)クラフトが買収。2011年11月子会社の大江戸温泉物語により「大江戸温泉物語 とうじの宿 鹿教湯桜館」としてオープン）
- 能勢保養センター（2007年2月末で休止・3月末で閉鎖。5月より民営の「能勢温泉」としてオープン）
- 但馬海岸豊岡保養センター（2007年2月末で休止・3月末で閉鎖。アウルコーポレーションが買収し、2007年8月以降「ひだまり」[32]としてオープン、2024年10月閉館）
- 鳥取岩井保養センター（2007年2月末で休止・3月末で閉鎖。社会福祉法人フォイボスが買収し軽費老人ホーム「里久の里（りくのさと）」に転用）
- 三瓶保養センター（2007年2月末で休止・3月末で閉鎖。2007年4月から「四季の宿・さひめ野」としてオープン）
- 遙照山保養センター（2007年2月末で休止・3月末で閉鎖。6月より遙照山ホテルとしてオープンしたが、2013年8月末に休館、後に経営会社が倒産）
- 武雄保養センター（2007年2月末で休止・3月末で閉鎖。9月より「奥武雄温泉・四季のそら」としてオープン）
- 指宿保養センター（2007年2月末で休止・3月末で閉鎖。「こらんの湯 錦江楼」としてオープン）

民営化後
- かんぽの宿十勝川（旧: 十勝川保養センター）（2014年8月末で閉館、2017年12月より「ホテルテトラリゾート十勝川温泉」としてオープン）
- かんぽの宿横手（旧: 横手保養センター）（2014年8月末で閉館、2018年5月より「ホテルテトラリゾート秋田横手温泉」としてオープン）
- かんぽの宿草津（旧: 草津保養センター）（2014年8月末で閉館、2015年4月より「伊東園ホテル草津」としてオープン）
- かんぽの宿山代（旧: 山代保養センター）（2014年8月末で閉館、2015年8月より「リブマックスリゾート加賀山代」としてオープン）
- かんぽの宿修善寺（旧: 修善寺加入者ホーム）（2014年8月末で閉館）
- かんぽの郷白山尾口（旧: 白山尾口総合レクセンター）（2014年11月末で閉館、2018年4月から国際高等専門学校白山麓キャンパスとして開校）
- かんぽの郷宇佐（旧: 宇佐総合レクセンター）（2015年3月末で閉館、2015年4月より「はちまんの郷宇佐」としてオープン）
- かんぽの宿三ヶ根（旧: 三ヶ根保養センター）（2015年8月末で閉館[33]）
- かんぽの宿熊野（旧: 熊野保養センター）（2015年8月末で閉館[33]、2016年6月から「熊野の宿　海ひかり」としてオープン）
- かんぽの宿白浜（旧: 白浜加入者ホーム）（2015年8月末で閉館[33]、2017年4月から「グランパスSea」としてオープン）
- かんぽの宿皆生（旧: 皆生加入者ホーム）（2015年8月末で閉館[33]、2016年より「美湯のやかた　夢寛歩皆生」としてオープン）
- かんぽの宿美作湯郷（旧: 美作湯郷保養センター）（2015年8月末で閉館[33][34]）
- かんぽの宿坂出（旧: 坂出保養センター）（2015年8月末で閉館[33]、2016年6月から「ニューサンピア坂出」としてオープン）
- かんぽの宿道後（旧: 道後加入者ホーム）（2015年8月末で閉館[33]、2016年4月から「美湯のやかた　夢寛歩道後」としてオープン）
- かんぽの宿山鹿（旧: 山鹿保養センター）（2015年8月末で閉館[33]。「祥天の丘 ブリーズベイリゾート山鹿」としてオープン）
- かんぽの宿那覇レクセンター（2015年8月末で閉館[33]）
- かんぽの宿松島（旧：松島保養センター）（東日本大震災の被害により2011年3月11日から休業、2016年3月末で閉館[35]、解体済み）
- かんぽの宿柏崎（旧：柏崎加入者ホーム）（2005年10月から休館、2016年5月に閉館[35]）

2019年12月20日をもって営業終了。
- かんぽの宿郡山（旧：郡山保養センター）
- かんぽの宿磯部（旧：磯部保養センター）
- かんぽの宿勝浦（旧：勝浦保養センター）
- かんぽの宿箱根（旧：箱根保養センター）
- かんぽの宿富山（旧：富山保養センター）
- かんぽの宿諏訪（旧：諏訪保養センター）
- かんぽの宿浜名湖三ヶ日（旧：浜名湖三ヶ日保養センター）
- かんぽの宿岐阜羽島（旧：岐阜羽島保養センター）
- かんぽの宿竹原（旧：竹原保養センター）- 西日本豪雨によって営業できない状態であったが営業再開に向けて、2019年4月1日より当面の間休館を発表[37]。
- かんぽの宿湯田（旧：湯田保養センター）→住宅型有料老人ホーム・ウェルネスセンター中央（青藍会グループが取得）
- かんぽの宿徳島（旧：徳島保養センター）→ホテル「眉山　海月」(海月館グループが取得・運営）[38]
- かんぽの宿別府（旧：別府加入者ホーム）
- かんぽの宿日南（旧：日南保養センター）→天然温泉ひなたの宿日南宮崎（日南市所有、グリーン商事が運営）

2021年3月末で営業終了
- かんぽの宿小樽（旧：小樽加入者ホーム）→朝里川温泉ホテル（Sassonが取得）
- かんぽの宿酒田（旧：酒田総合レクセンター、かんぽの郷酒田を経て最終施設名）

2021年12月20日で営業終了
- かんぽの郷庄原（旧：庄原総合レクセンター）→桜花の郷 ラ・フォーレ庄原（庄原市所有、第三セクター企業が運営）